# Soleilmoon Recordings
La Soleilmoon Recordings è un'etichetta discografica statunitense di musica elettronica e sperimentale.

## Storia
La Soleilmoon venne fondata nel 1987 nel retro di un negozio di dischi di Portland, e distribuiva cassette. Nel 1991, anno in cui il negozio venne venduto, l'etichetta iniziò a operare a tempo pieno. Gli artisti che sono stati scritturati dalla Soleilmoon includono Smegma, Death in June, Muslimgauze, Coil, Nocturnal Emissions, Merzbow, Rapoon, Zoviet France, The Hafler Trio, Bass Communion, e Continuum.

## Controversie
Il 15 febbraio 2017, la Soleilmoon venne accusata dal Southern Poverty Law Center di diffondere "musica d'odio" in quanto fra i suoi artisti vi è Death in June, criticato per le sue presunte idee politiche di estrema destra.